# Velká Kraš zastávka
Velká Kraš zastávka – przystanek kolejowy w Velkej Kraši, w kraju ołomunieckim, w Czechach. Znajduje się na wysokości 255 m n.p.m. i leży na linii kolejowej nr 296.